# Eystein Glumra

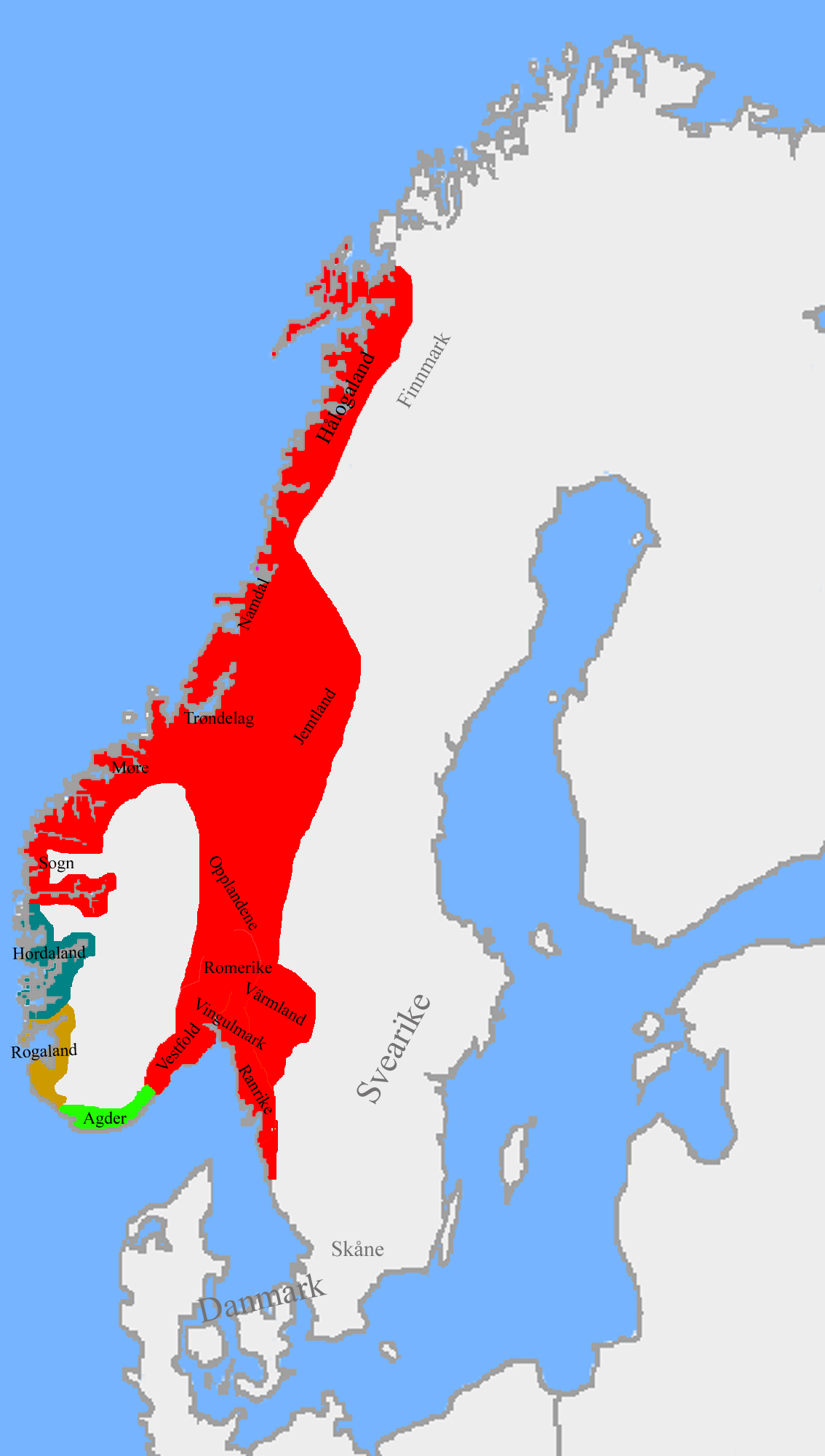
Norwegische Kleinkönigreiche um 872: Mittig im rot markierten Bereich liegt Oppland, nördlich davon Trøndelag.

Eystein Glumra oder altwestnordisch Eysteinn Ívarsson glumra („der Lärmende“; * um 805 in Nord-Trøndelag, Norwegen; † 870) war ein norwegischer Adliger, der nach der norwegischen Königssaga Heimskringla als Jarl die Provinzen Oppland und Hedmark in Norwegen verwaltete. Seine spätere Bedeutung liegt vor allem in seiner Nachkommenschaft, zu der die Mørejarle und die Orkadenjarle sowie möglicherweise auch die Herzöge der Normandie gehören.

## Herkunft
Die Orkneyinga saga beginnt mit einer Aufzählung der Stammreihe der späteren Jarle von Orkney und damit der – sagenhaften – Vorfahren von Eystein Glumra:
Fornjótr, König über Finnland und Kvenland, war der Vater von Kári und dieser war Vater von Frosti („Frost“), dem Vater von Snær („Schnee“) dem Alten, dem Vater von Þorri, dem Vater von Górr.
Górr war der Vater von Heiti, dem Vater des Seekönigs Sveiði, dem Vater von Hálfdanr inn gamli („Halfdan der Alte“) und dieser wiederum Vater von Jarl Ívarr von Oppland, dem Vater von Eysteinn Ívarsson glumra.
Die in der Saga aufgezählten zehn Generationen würden bis in das sechste Jahrhundert zurückreichen, sind jedoch offensichtlich größtenteils unhistorisch, enthalten gegen Ende aber wohl auch einige echte mündliche Überlieferungen. Jedenfalls zeigt die Darstellung die Bedeutung mythischer Ahnen für das Selbstverständnis der nordischen Führungsschichten um das 14. Jahrhundert. Der unter den Vorfahren von Eystein Glumra genannte Halfdan der Alte (* c. 750) ist von einem anderen, berühmteren Namensvetter zu unterscheiden, der in verschiedenen Sagas und Gedichten (beispielsweise dem Hyndlulióð) vorkommt, jedoch schon um 450 geboren sein soll, König von Ringerike war und den Skáldskaparmál zufolge als der berühmteste nordische Herrscher aller Zeiten gilt, von dem sich die Dynastien der bedeutendsten Wikingerkönige Skandinaviens ableiten.

## Leben
Über das Leben von Eystein Glumra ist wenig bekannt. Er wurde um 805 in der Provinz Nord-Trøndelag geboren und war Jarl der Provinzen Oppland und Hedmark, besaß daher einen hohen Rang, der etwa zwischen Graf und Herzog einzuordnen ist, seinem Träger weitgehende Autonomie gewährte und oft de facto in männlicher Linie erblich war. Da Norwegen damals in eine Vielzahl von Kleinkönigreichen aufgeteilt war, zählte Eystein Glumra auf Grund der Größe der von ihm kontrollierten Territorien zu den mächtigsten Magnaten Norwegens. Die historische Provinz Oppland deckt sich etwa mit der modernen Provinz (Fylke) Oppland (Hauptstadt Lillehammer, Fläche 25.000 km²) die zentral im südlichen Norwegen gelegen ist. Die historische Provinz Hedmark entspricht etwa der modernen Provinz Hedmark (Verwaltungszentrum Hamar, Fläche rund 27.000 km²), liegt im Osten von Oppland und hat eine lange Grenze zu Schweden. Jarl Eystein war daher wohl auch in die wichtigsten Angelegenheiten des Landes involviert.
Eystein Glumra war auch Zeuge einer Zeitenwende in Norwegen, da zu seiner Zeit König Halfdan der Schwarze (* um 810; † um 860) aus der Dynastie der Ynglinger lebte, der nach der Heimskringla neben seinem Halbbruder Olaf Geirstad-Alf als König regierte, aber anfangs nur das Kleinkönigreich Agder beherrschte und Vestfold mit diesem teilte. Halfdan beerbte jedoch seinen Halbbruder, eroberte durch ausgedehnte Kriegszüge weitere Provinzen, wie Vestfold, Teile von Vigulmark, Hadeland und Raumarike, und leitete damit die Einigung Norwegens ein, die sein berühmter Sohn Harald Schönhaar verwirklichen sollte.

## Ehe und Nachkommen
Eystein Glumra war mit Aseda (oder Ása) Rögnvaldsdóttir (* c. 818) verheiratet, einer Tochter von Rögnvaldr Ólafsson heiðumhæri.
Eysteins Nachkommen sind:
1. Rögnvaldr Eysteinsson „der Weise“ oder „der Mächtige“, Jarl von Møre (* 836; † 890/900) ⚭ Hildr Hrólfsdóttir, Tochter von Hrólfr Nefja[8]
  1. Ívarr Rögnvaldsson
  2. Hrólfr Rögnvaldsson (häufig mit Rollo († 931), dem Stammvater der Herzöge der Normandie, identifiziert)
  3. Þórir Rögnvaldsson
  4. sowie drei Söhne Rögnvalds mit Konkubinen: Hrollaugr, Einarr und Hallaðr[9]
2. Malahule Eysteinsson (* 848), der seinen Neffen Hrólfr Rögnvaldsson 912 bei der Eroberung der Normandie begleitet haben soll[10]
3. Sigurðr Eysteinsson „der Mächtige“, Jarl von Orkney (875–892)
  1. Guttormr Sigurðsson, Jarl von Orkney (893–893)
4. Svanhildr Eysteinsdóttir[11] ⚭ Harald Schönhaar:
  1. Björn Haraldsson Farmann („Kaufmann“), König von Vestfold (getötet durch seinen Halbbruder Erik Blutaxt)
  2. Óláfr Haraldsson († 934), König von Vigulmark und nach dem Tod seines Bruders Björn auch König von Vestfold († im Kampf gegen seinen Halbbruder Erik Blutaxt in Haugar außerhalb von Tønsberg), nach der Heimskringla[12] Vater von
    1. Tryggvi Óláfsson, König von Viken (Rånrike und Vingulmark; † 963) ⚭ Ástriðr Eiríksdóttir, Tochter von Eiríkr á Ofrastöðum[12] (oder Erik Bjodaskalle von Oprestad)
      1. Ingibjǫrg Tryggvadóttir ⚭ Rǫgnvaldr Úlfsson
      2. Ástriðr Tryggvadóttir ⚭ Erlingr Skjálgsson
      3. Óláfr Tryggvason, König von Norwegen (995–1000)

  3. Ragnar Rykkel, König von Hedmark